# Challenger de Batman
EL Batman Cup fue un torneo profesional de tenis. Pertenece al ATP Challenger Series. Tuvo una sola edición, en el año 2015, sobre pistas duras, en Batman, Turquía.

## Palmarés

### Individuales
| Año  | Campeón   | Finalista   | Resultado        |
| ---- | --------- | ----------- | ---------------- |
| 2015 | Dudi Sela | Blaž Kavčič | 6-7(5), 6-3, 6-3 |

### Dobles
| Año  | Campeones                     | Finalistas               | Resultado         |
| ---- | ----------------------------- | ------------------------ | ----------------- |
| 2015 | Aslan Karatsev Yaraslau Shyla | Mate Pavić Michael Venus | 7-6(4), 4-6, 10-5 |